# Ело
Ело (итал. Ello) је насеље у Италији у округу Леко, региону Ломбардија.
Према процени из 2011. у насељу је живело 723 становника. Насеље се налази на надморској висини од 405 м.

## Становништво
| 1936. | 1951. | 1961. | 1971. | 1981. | 1991. | 2001. | 2011. |
| ----- | ----- | ----- | ----- | ----- | ----- | ----- | ----- |
| 719   | 742   | 716   | 607   | 709   | 901   | 1.110 | 1.242 |